# Linia kolejowa nr 315
Linia kolejowa nr 315 – zlikwidowana, rozebrana linia kolejowa łącząca Malczyce i Jawor. W całości znajdowała się na terenie województwa dolnośląskiego. W ostatnich latach przed likwidacją była już nieprzejezdna w wyniku zaasfaltowania przejazdu na drodze Lubin-Wrocław, Wądroże Małe-Wądroże Wielkie oraz innych.
- Linia została oddana do użytku w 1 października 1902 roku.
- Ruch pasażerski zawieszono 22 czerwca 1975 roku.
- Ruch towarowy zawieszono 1 stycznia 2000 roku.
- 9 października 2002 roku podjęto decyzje o likwidacji linii.
- Na początku lutego 2014 roku rozpoczęto rozbiórkę linii[1].